# Brezen (Bułgaria)
Brezen (bułg. Брезен) – wieś w Bułgarii, w obwodzie Kyrdżali, w gminie Ardino. Według danych szacunkowych Ujednoliconego Systemu Ewidencji Ludności oraz Usług Administracyjnych dla Ludności, 15 czerwca 2020 roku miejscowość liczyła 338 mieszkańców.